# Framer Framed
Framer Framed is een platform voor kunst en cultuur dat in 2010 als stichting werd opgericht. Halverwege 2014 werden de deuren geopend van de expositieruimte in de Tolhuistuin in Amsterdam. In het najaar van 2019 verhuisde de kunstinstelling naar de voormalige Oostergasfabriek in de Oranje-Vrijstaatkade in Amsterdam-Oost.

## Achtergrond
De tentoonstellingen die Framed Framed organiseert, zijn een samenkomst van kunst, visuele cultuur en politiek. Het tentoongestelde werk van zowel bekende als onbekende kunstenaars verhoudt zich tot maatschappelijke vraagstukken. Doordat Framer Framed als doel heeft de positie van transculturele kunst in Nederlandse kunstinstellingen ter discussie te stellen, worden tentoonstellingen in de regel aangevuld door een verdiepende interdisciplinair programma. Denk hierbij aan artist talks, lezingen, filmvertoningen en performances.
De kritische denkers achter Framer Framed zijn van mening dat de pluriforme samenleving terug te zien moet zijn in zowel de organisatie als de tentoonstellingen en programmering. Bij deze complexe samenstelling spelen onder meer seksualiteit, sekse, gender, lichamelijke beperking, klasse, kleur en culturele achtergrond een bepalende, invloedrijke rol.
In 2012 organiseerde Framer Framed samen met Museum Van Loon de conferentie Suspended Histories, dat ging over het koloniale verleden van familie Van Loon en de manier waarop dat verleden in het museum ge(re)presenteerd wordt.
In 2018 werd Framer Framed genomineerd voor de Amsterdamprijs voor de Kunst.
In 2023 mocht Framer Framed het eerste Nederlandse paviljoen als onderdeel van de 14e Gwangju Biënnale in Zuid-Korea vormgeven in het Gwangju Museum of Art. Samen met curator Juhyun Cho en onderzoeker Radha D'Souza en kunstenaar Jonas Staal werd hier een nieuwe editie van de Court for Intergenerational Climate Crimes (CICC) gepresenteerd. In het CICC, een gerechtshof dat intergenerationele klimaatmisdaden berecht, werden de Nederlandse staat en drie multinationals met Nederlandse wortels aangeklaagd.
Framer Framed neemt jaarlijks deel aan Amsterdam Museumnacht.